# 月華-tsukihana-
「月華-tsukihana-」（つきはな）は、2009年2月4日にリリースされた北出菜奈の12枚目のシングル。

## 解説
- アルバム『Bondage』からの先行シングルであり、北出菜奈名義でリリースされた最後のシングル。

## 収録曲
全て作詞は北出菜奈。
1. 月華-tsukihana-
作曲：velvetronica
アニメ『地獄少女 三鼎』オープニングテーマ
2. 鏡の国のアリア
作曲：HIDEO
アメリカ映画『ブラッディ・バレンタイン3D』イメージソング
3. マノン
作曲：根岸孝旨
4. 月華-tsukihana-～地獄少女 三鼎 opening ver.～
作曲：velvetronica
5. 月華-tsukihana-～Instrumental～
作曲：velvetronica